# Viola Reggio Calabria 1970-1971
Questa voce raccoglie le informazioni riguardanti la Cestistica Piero Viola nelle competizioni ufficiali della stagione 1970-1971. 

## Roster
| Nome       | Nazionalità       |
| ---------- | ----------------- |
| Puntorieri | Italia (bandiera) |
| Modafferi  | Italia (bandiera) |
| Saccà      | Italia (bandiera) |
| Melara     | Italia (bandiera) |
| Miceli     | Italia (bandiera) |
| Arena      | Italia (bandiera) |
| Lo Giudice | Italia (bandiera) |
| Melito     | Italia (bandiera) |
| Mazzagatti | Italia (bandiera) |
| Morabito   | Italia (bandiera) |
| Porchi     | Italia (bandiera) |

## Risultati

### Serie C
La Cestistica Piero Viola verrà inserita nel girone D concludendo la stagione al 11º e ultimo posto del suo raggruppamento ottenendo 8 vittorie e 14 sconfitte e una differenza canestri di -167. Viene ammessa nella Serie C dell'anno successivo per l'esclusione del Comiso.